# District de Saint-Chély
Le district de Saint-Chély est une ancienne division territoriale française du département de la Lozère de 1790 à 1795.
Il était composé des cantons de Saint Chély, Alban, Aumont, Fournels, Malzieu et Serverette.